# Taszármalonya
Taszármalonya (szlovákul Tesárske Mlyňany) község Szlovákiában, a Nyitrai kerület Aranyosmaróti járásában. Barstaszár és Malonya egyesítésével jött létre.

## Fekvése
Aranyosmaróttól 5 km-re délnyugatra, a Zsitva jobb partján fekszik.

## Élővilága
A faluban egy gólyafészket tartanak nyilván, fészkelésről azonban újabban[mikor?] nincs adat.

## Története
Barstaszár első írásos említése a garamszentbenedeki apátság birtokai között 1075-ből származik "Tessar" alakban. 1209-ben "Tessar", 1275-ben "Thescer" néven szerepel a korabeli forrásokban. Neve a szláv "tesár" = ács főnévből származik, ami arra utal, hogy eredeti lakói uradalmi ácsok voltak. Plébániája az egyik legrégibb volt a vármegyében, a hagyomány szerint fatemploma már 1075 előtt is állt. A falu templomáról az esztergomi káptalan oklevele 1397-ben tesz először említést, 1438-ban említik Miklós nevű plébánosát is. A 15. század közepén husziták égették fel a települést. 1534-ben malma és 17 portája volt. A fokozódó török támadások miatt a század közepére a falu majdnem elnéptelenedett. 1565-ban az esztergomi káptalan birtoka. 1601-ben malma és 41 háza állt. 1715-ben 30 adózó háztartás volt a településen. 1760 és 1763 között új plébániatemplom épült. 1828-ban 94 házában 621 lakos élt, akik főként mezőgazdasággal foglalkoztak.
Fényes Elek szerint "Tazsár (Tesare), tót falu, Bars vmegyében, a Zsitva mellett: 651 kath. lak. Kath. paroch. templom. Sok gyümölcs és fa. F. u. az esztergomi káptalan. Ut. p. Verebély."
Bars vármegye monográfiája szerint "Taszár, Aranyosmarót alatt fekvő magyar és tót kisközség, 879 róm. kath. vallású lakossal. Barsi szerint honfoglalás kori telep, melyet még II. Endre alatt besenyők laktak. A szent-benedeki apátság 1075-iki alapítólevelében szerepel először. 1209-ben egy határigazítási perben van felemlítve és 1353-ban egy határjárási levélben fordul elő, Thazar alakban. 1565-ben az esztergomi káptalan kapja adományba és ez oklevélben Tazar alakban van feljegyezve. Most is az esztergomi káptalannak van itt nagyobb birtoka. A kath. templom a XVII. század elején épült, 1783-ban ujították meg és ez időből az egyház két érdekes ötvösművet őríz: egy ezüst szentségtartót és egy vert ezüst kelyhet. A község a Rákóczy-féle felkelésben is szerepelt, mert itt volt a kuruczok egyik végső őrhelye Bars vármegyében. A községhez tartozik Nádas puszta is. Van postája, távirója és vasúti állomása." 
Malonyát 1209-ben "Villa Malonian" néven említik először. 1246-ban "Molonan", 1221-ben "villa Momunya", 1332-ben "Malanhan" néven szerepel. Kezdetben helyi nemesek birtoka, majd mások is szereztek birtokot a településen. Az 1332-es pápai tizedjegyzék szerint Szent György tiszteletére szentelt templomának papja 12 garast fizetett. 1527-től a Tapolcsányiaké, később a 16. században a Horváth és Kereskényi család birtoka. 1534-ben 4 portája adózott. 1601-ben uradalmi major, malom, sörfőzde és 22 ház állt itt. A templom a sorozatos török támadások következtében megsemmisült, utoljára az 1561-es egyházi vizitáció említi. A falu a 17. századtól a szomszédos Taszár filiája volt. 1815-ben 23 adózója lakta. 1828-ban 49 házában 307 lakos élt, akik főként mezőgazdasággal foglalkoztak.
Vályi András szerint "MALONYA. MALINORI. Tót falu Bars Várm. földes Ura G. Keglevics Uraság, lakosai külömbfélék, fekszik Thaszárhoz nem meszsze, és annak filiája, földgye, és réttye jó, legelője elég, piatzozása Szent Benedeken, és Nyitrán van."
Fényes Elek szerint "Molonya, Malinany, tót f., Bars vmegyében, Ar. Maróthoz délre 1 mfd. 320 kath. lak. F. u. gr. Keglevics. Ut. p. Verebély."
Bars vármegye monográfiája szerint "Malonya, zsitvavölgyi tót kisközség, 485 róm. kath. vallású lakossal. E község a pápai tizedszedők jegyzékében is előfordul, a mikor Malanhan néven van említve és papja tizenkét garast fizetett. Akkoriban sem lehetett tehát jelentéktelen község. 1322-ben János fiai és Moch unokái osztozkodnak rajta, a mikor az osztályos levélben Molonan nevén van említve. 1330-ban az a Kopay a birtokosa, kinek neje, Zách Feliczián leánya Sebe volt, a kit Bechei Imre lévai várnagy lefejeztetett. 1344-ben Nagy Lajos király Gyula ispán fiának Miklós mesternek, Endre kir. herczeg nevelőjének adományozza, mert a herczeget Zách merénylete alkalmával megmentette. Ez adománylevélben a helység Molonan néven van említve. 1527-ben János király a Kistapolcsányi családnak adományozza és ettől kezdve a tapolcsányi uradalomhoz tartozik mindaddig, mig Malonyay kanczellár birtokába kerül, kinek a családja innen veszi a nevét. Ekkor már Malinovi tót neve is ismeretes lesz. A Malonyayak után a Koháryak és a Keglevich család lett az ura, ez utóbbitól megvette a nyolczvanas években Migazzi Vilmos gróf, most pedig báró Ambrózy Istvánnak van itt nagyobb birtoka és szép kastélya, melyet a báró 1895-ben építtetett. Ősi kath. temploma már századok előtt elpusztult, mostani temető-kápolnája pedig a XVIII. század végén épült. A község postája, távirója és vasúti állomása Taszár. Ide tartozik Ladomér puszta is." 
A trianoni békeszerződésig mindkét település Bars vármegye Aranyosmaróti járásához tartozott. A két községet 1960-ban egyesítették.

## Neves személyek
- Itt született 1913-ban Július Gábriš a Nagyszombati Érsekség adminisztrátora
- Itt született 1954-ben Ján Rajtár szlovák régész.
- Itt tanított Jozef Trubíni szlovák író, tanár, helytörténész, karikaturista.
- Taszáron szolgált Štefan Moyzes besztercebányai római katolikus szlovák püspök, a szlovák nemzeti mozgalom kiemelkedő alakja, a Matica slovenská első elnöke.
- Itt szolgált Pavol Macháček (1887-1969) szlovák plébános, csehszlovák politikus, parlamenti képviselő, emigráns ellenálló.

## Népessége
| Év:            | 1994. | 2004.   | 2014.   | 2024.   |
| -------------- | ----- | ------- | ------- | ------- |
| Emberek száma: | 1689  | 1652    | 1787    | 1798    |
| Eltérés:       |       | -2,19 % | +8,17 % | +0,61 % |

| Év:            | 2023. | 2024.   |
| -------------- | ----- | ------- |
| Emberek száma: | 1796  | 1798    |
| Eltérés:       |       | +0,11 % |

1880-ban Barstaszár 826 lakosából 706 szlovák és 39 magyar anyanyelvű volt. Malonya 430 lakosából 385 szlovák és 9 magyar anyanyelvű volt.
1890-ben Barstaszár 795 lakosából 700 szlovák és 69 magyar anyanyelvű volt. Malonya 450 lakosából 431 szlovák és 5 magyar anyanyelvű volt.
1900-ban Barstaszár 879 lakosából 798 szlovák és 72 magyar anyanyelvű volt. Malonya 485 lakosából 445 szlovák és 9 magyar anyanyelvű volt.
1910-ben Barstaszárnak 916 lakosából 814 szlovák, 95 magyar és 7 német volt, míg Malonyának 514 lakosából 487 szlovák, 16 magyar, 9 német és 2 egyéb anyanyelvű.
1921-ben Barstaszár 1597 lakosából 1538 csehszlovák és 29 magyar volt.
1930-ban Barstaszár 1122 lakosából 1112 csehszlovák és 10 magyar volt. Malonya 667 lakosából 665 csehszlovák és 1 magyar volt.
1991-ben 1724 lakosából 1708 szlovák és 4 magyar volt.
2001-ben 1639 lakosából 1610 szlovák és 3 magyar volt.
2011-ben 1683 lakosából 1598 szlovák és 1 magyar volt.
2021-ben 1761 lakosából 1615 (+3) szlovák, 5 (+1) magyar, 1 cigány, 1 (+1) ruszin, 11 (+2) egyéb és 128 ismeretlen nemzetiségű volt.

## Nevezetességei

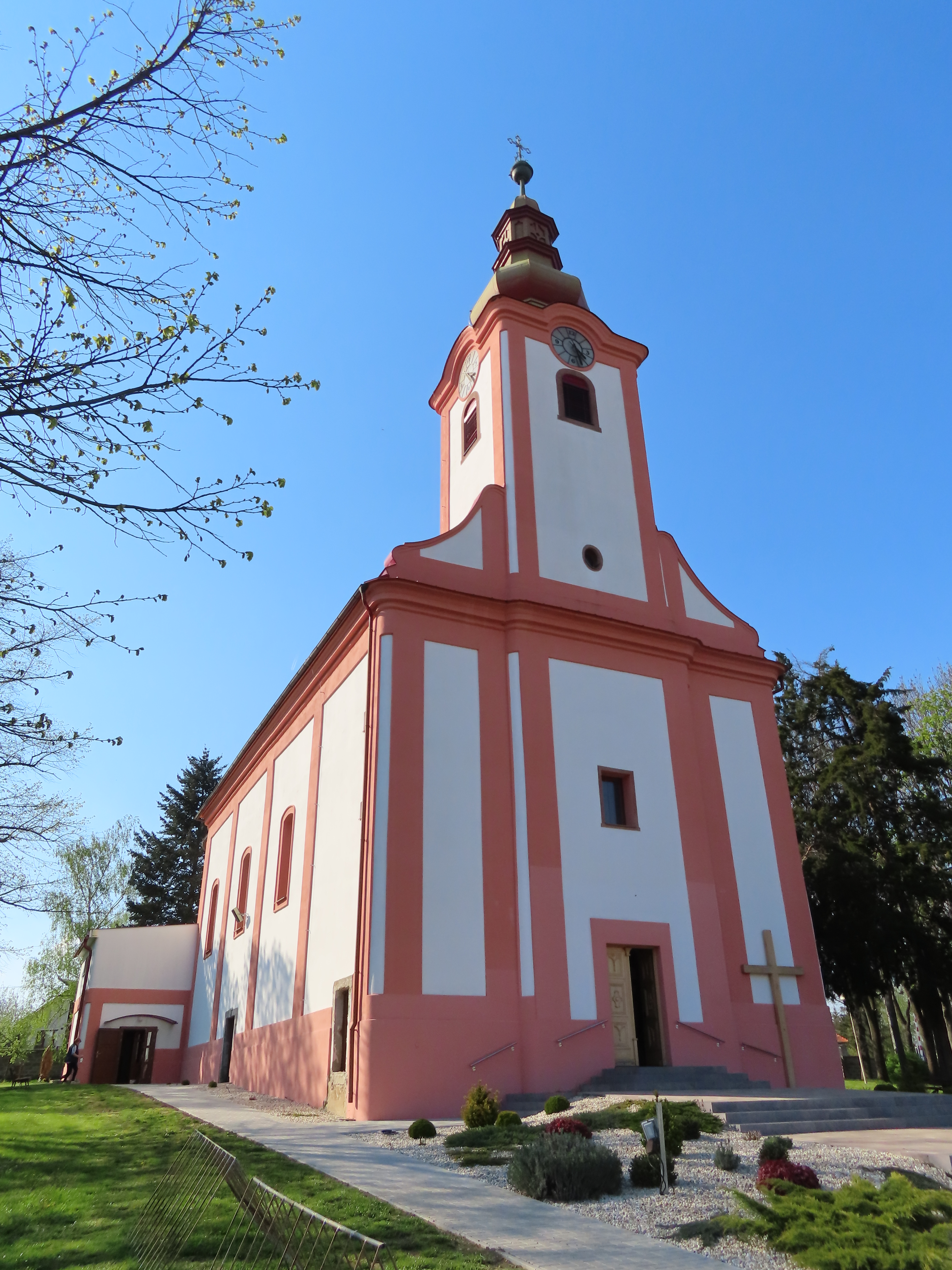
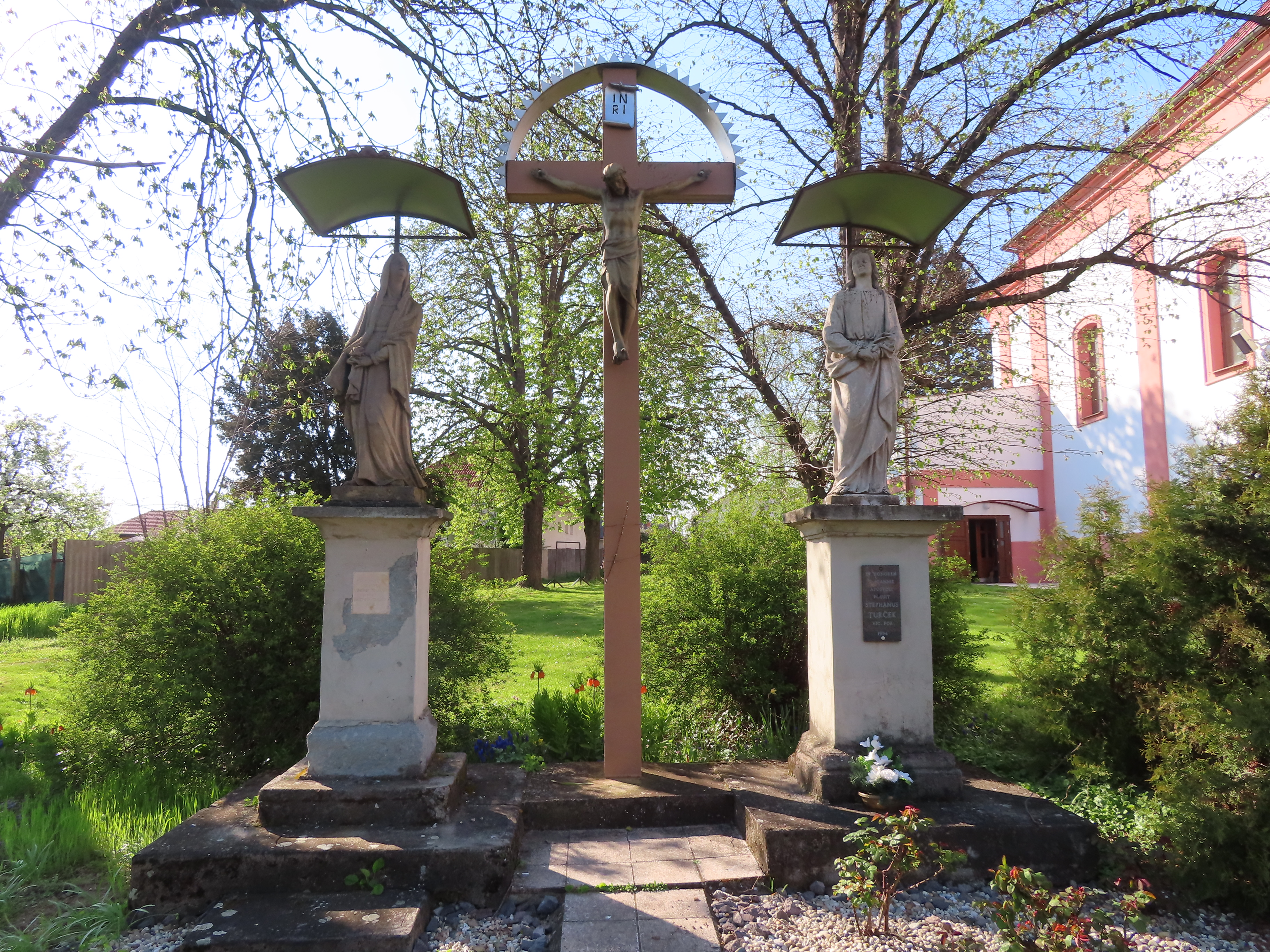
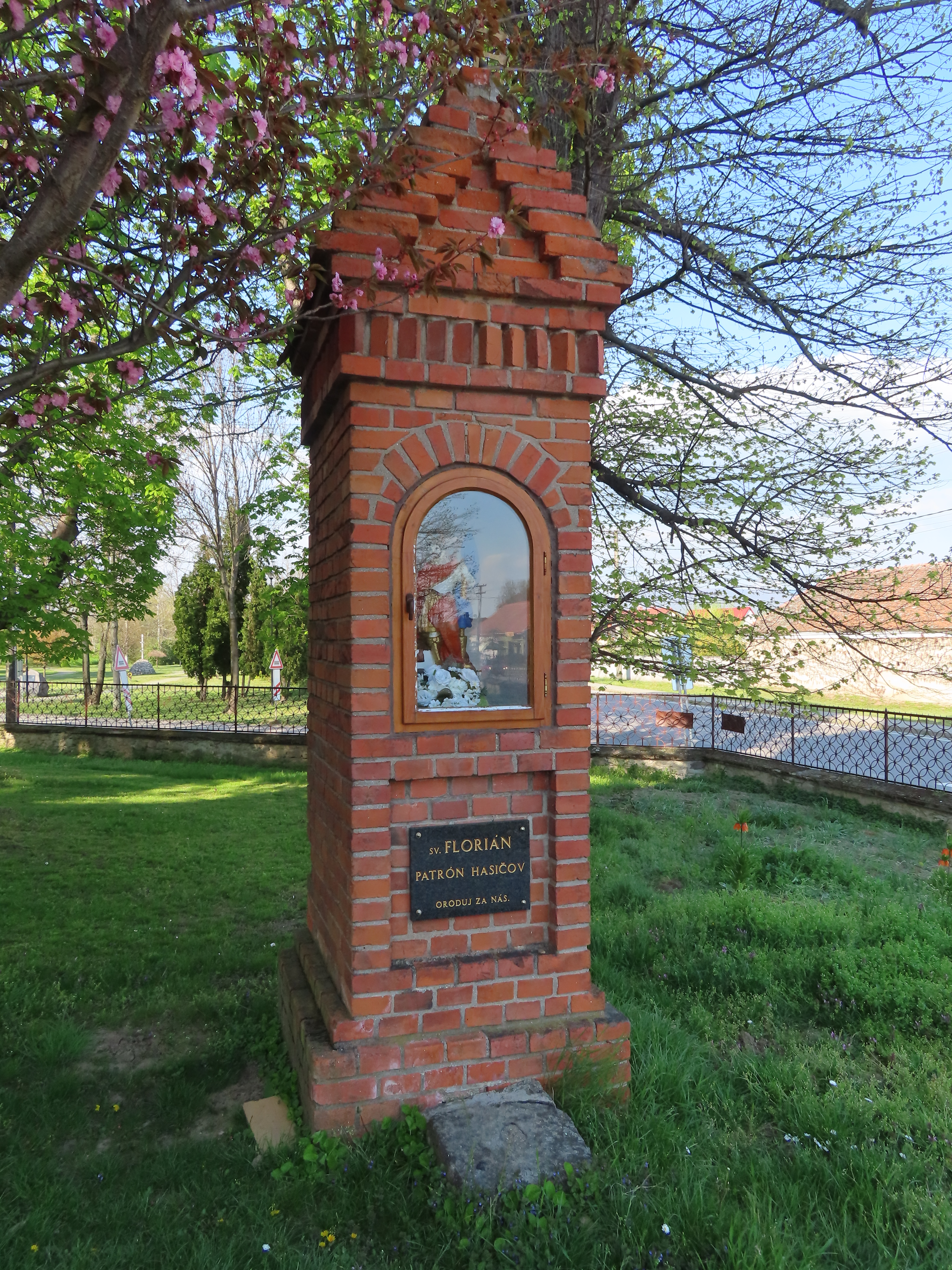
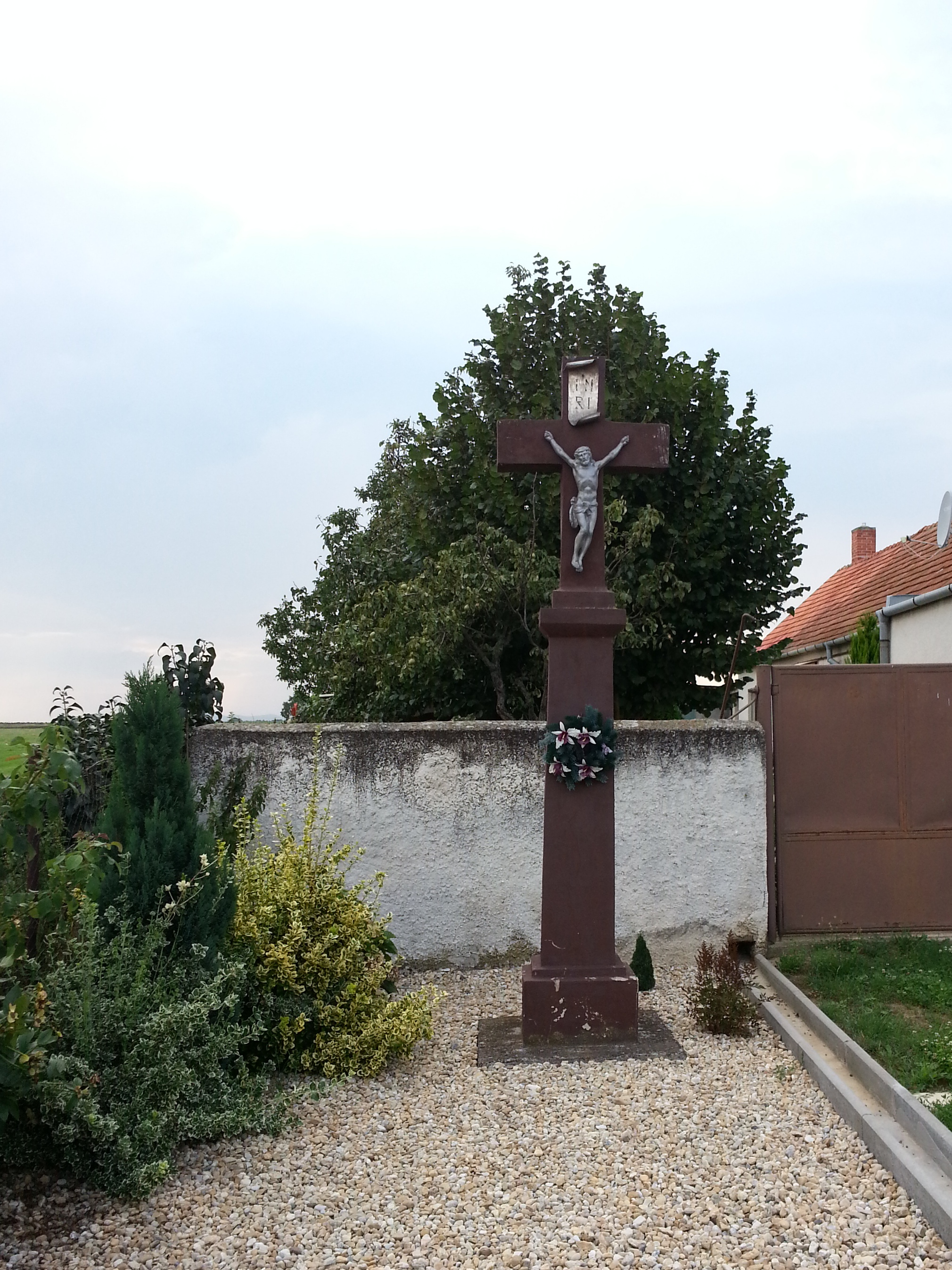
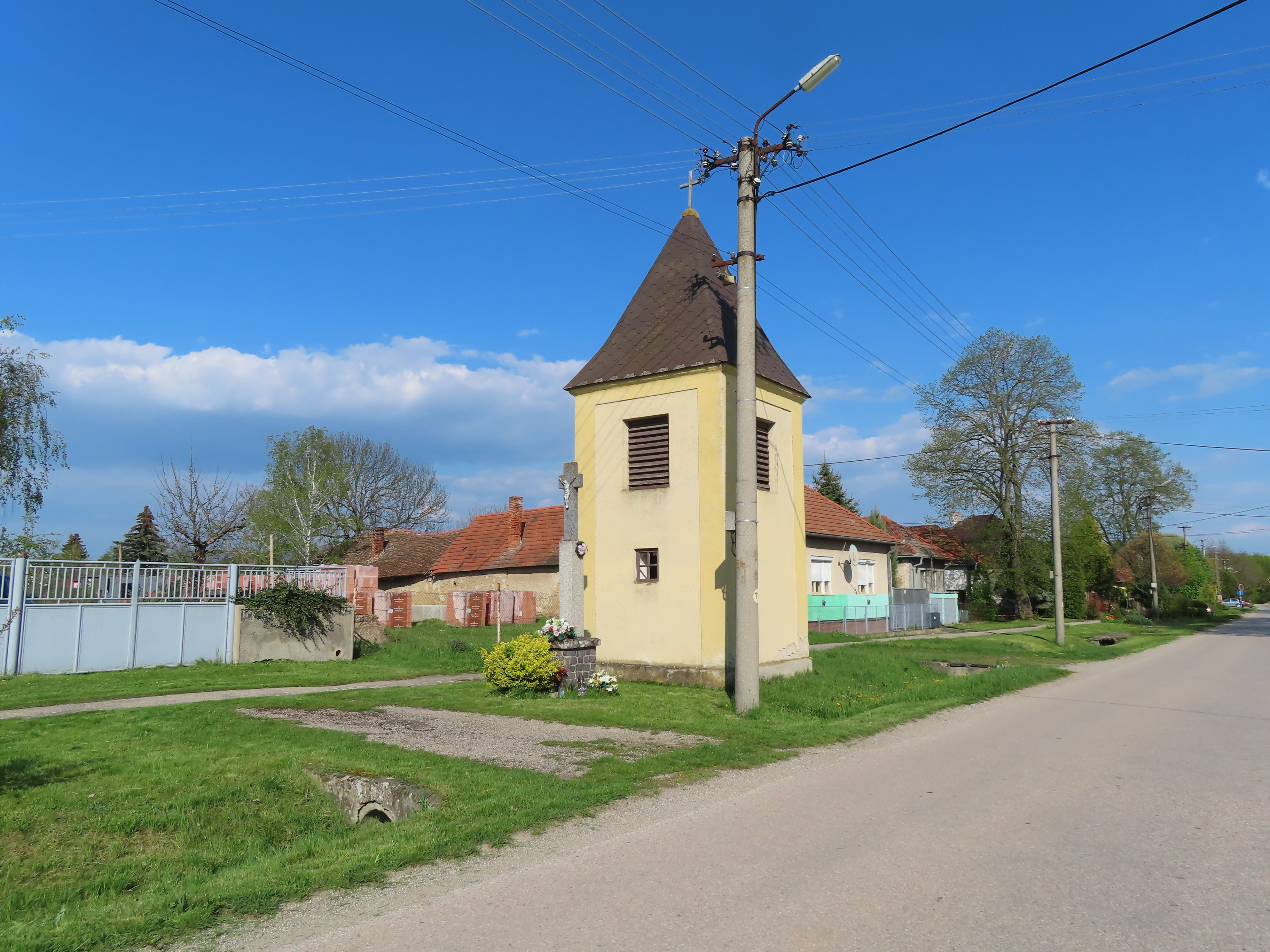
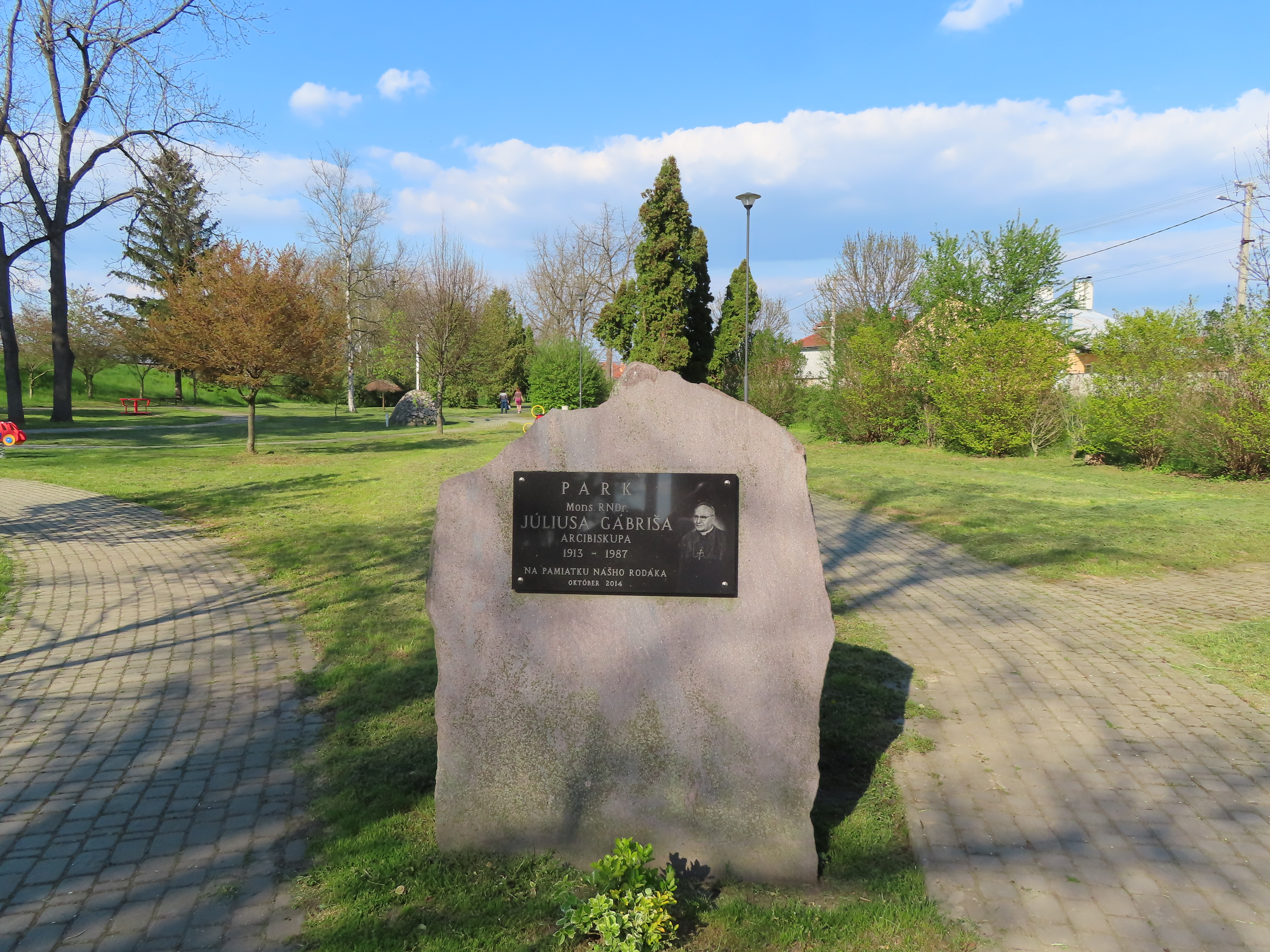
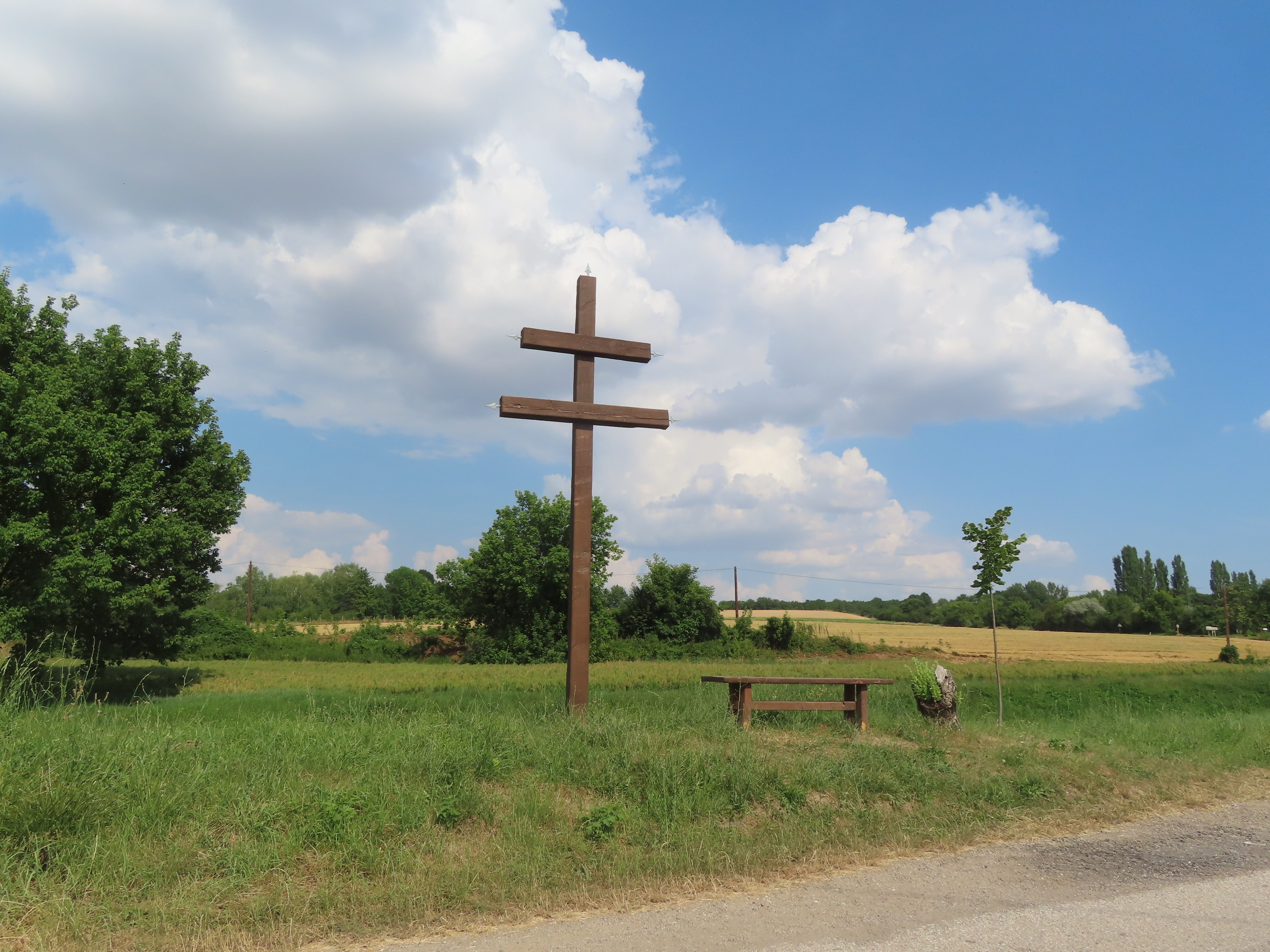
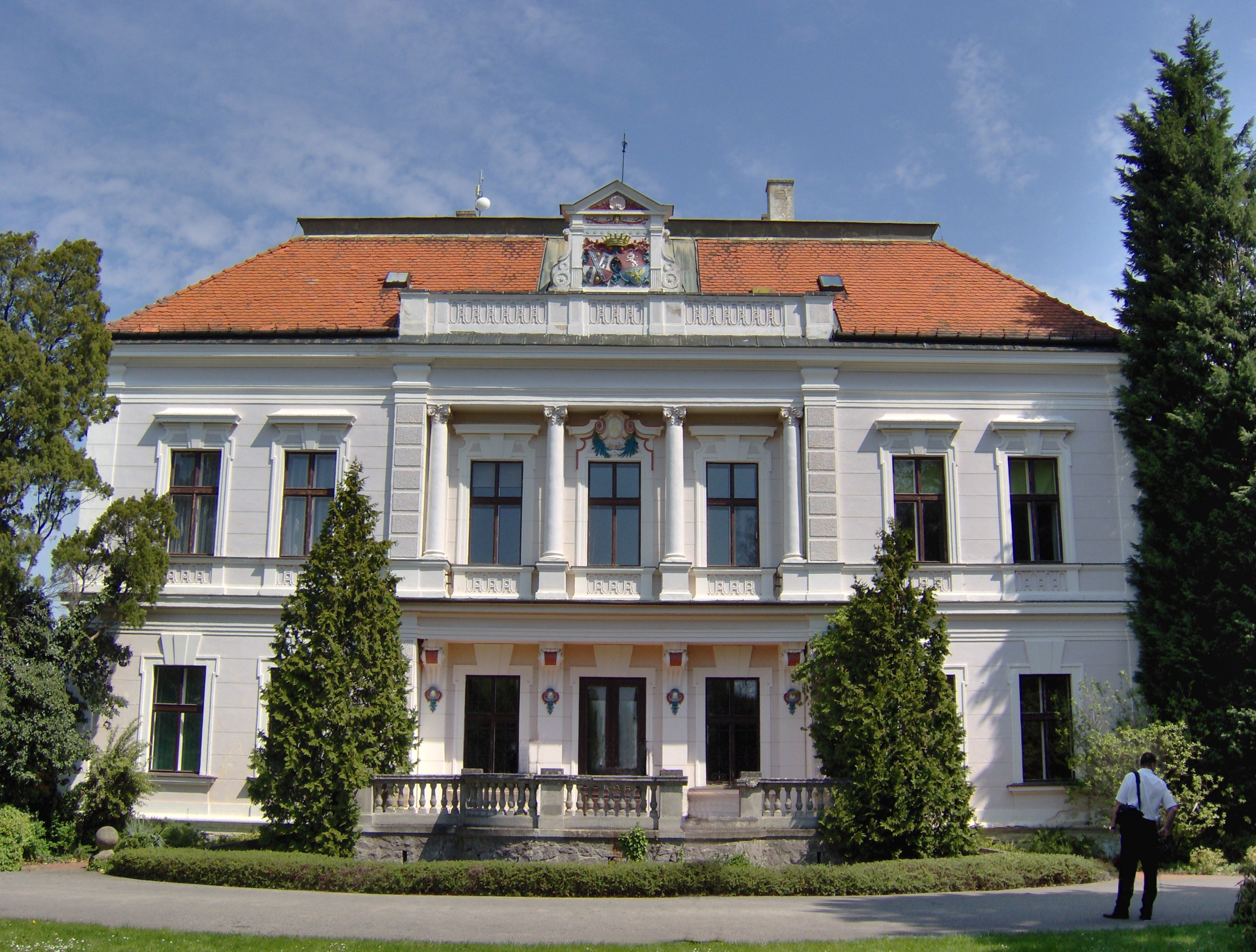
Az Ambrózy-Migazzi-kastély

- Barstaszár Angyali Üdvözlet tiszteletére szentelt római katolikus templomát 1760 és 1763 között építették a korábbi templom helyén, barokk stílusban. 1804-ben klasszicista stílusban építették át. Barokk mellékoltára Garamszentbenedekről származik.
- Malonya híres arborétumát 1892-ben Ambrózy-Migazzi István alapította százholdnyi területen 1500 fafajtából. Neoklasszicista kastélyában ma kutatóintézet működik. Ambrózy az Első világháború után Vas vármegyébe költözött, ahol a Jeli arborétumot alapította meg, ott is van eltemetve.
- A malonyai Szent Kereszt temetőkápolna 1841-ben épült klasszicista stílusban.
- A malonyai Ambrózy-Migazzi-kastély 1895-ben épült.

## Külső hivatkozások
- E-obce.sk Archiválva 2009. március 21-i dátummal a Wayback Machine-ben
- Községinfó
- Taszármalonya Szlovákia térképén
- A plébánia honlapja Archiválva 2009. április 25-i dátummal a Wayback Machine-ben